# Файл (Португалия)
Файл (порт. Fail) — район (фрегезия) в Португалии, входит в округ Визеу. Является составной частью муниципалитета Визеу. По старому административному делению входил в провинцию Бейра-Алта. Входит в экономико-статистический субрегион Дан-Лафойнш, который входит в Центральный регион. Население составляет 778 человек на 2001 год. Занимает площадь 6,92 км².